# Opération Arthur

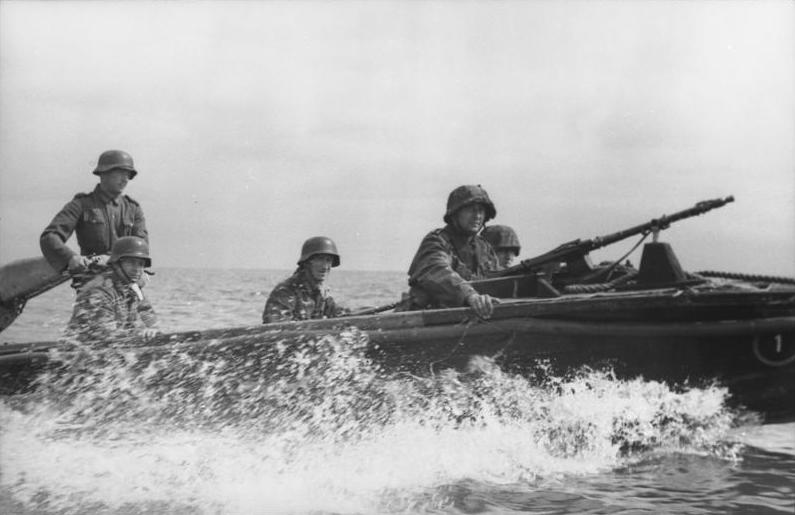
Troupes allemandes à bord d'un navire d'assaut (Sturmboot)

L'opération Arthur était un projet allemand d'assistance à l'IRA pendant la Seconde Guerre mondiale,.
L'opération a été également projetée en même temps qu'une campagne aérienne de bombardement de la Luftwaffe au-dessus du Royaume-Uni. Après l'annulation des opérations Seelöwe (invasion de l'Angleterre) et Grün (en) (invasion de l'Irlande), l'opération Arthur devint une tentative de conserver des liens entre l'IRA et l'Allemagne pour de futures actions communes contre le Royaume-Uni.

## Histoire
En juillet 1940, les agents allemands Henry Obed, Herbert Tributh et Otto Dietergaertner débarquèrent d'un petit bateau à Skibbereen, dans le comté de Cork dans le sud de l'Irlande. Tous les trois avaient été formés par le régiment Brandenburg, une unité spécialisée dans le sabotage à l'arrière des lignes ennemies. Leur but était d'établir le contact avec l'IRA, puis de se déplacer jusqu'au Royaume-Uni afin de détruire le palais de Buckingham en utilisant un explosif à base de nitrocellulose. Bien que tous les trois furent arrêtés par la suite par la Garda Síochána, la police irlandaise, avant d'atteindre le Royaume-Uni, elle prouva au renseignement britannique (MI5) qu'un réseau de sabotage avait été créé entre l'IRA et l'Allemagne et ce depuis l'Irlande qui demeurait neutre dans ce conflit.
En août 1940, une campagne pour viser des intérêts britanniques en Irlande fut conçue par Seán Russell, responsable de l'IRA et présentée au ministre allemand des Affaires étrangères, Joachim von Ribbentrop, et à l'amiral Wilhelm Canaris, chef de l'Abwehr, le service de renseignement de l'armée allemande. Russell demanda des explosifs, des pistolets et un équipement de transmission pour une campagne qui devaient débuter en novembre 1940. Russell, qui se trouvait hors d'Irlande avant la guerre afin d'éviter son arrestation, y retournerait à bord d'un U-boot, le U-65, en partance de Wilhelmshaven à destination de Smerwick (en), comté de Kerry. Cette opération commença le 8 août 1940 sous le nom de code Taube (en) (« Colombe »). Russell mourut le 14 août 1940 avant d'atteindre l'Irlande et le plan fut repris par Frank Ryan de l'IRA, qui décida de ne pas retourner en Irlande, mais d'aider à planifier la campagne de bombardement allemand et la préparation de l'opération Seeadler (en) (ou « Taube II »).
En septembre 1940, le porte-parole de l'IRA Francis Stuart commença ses émissions de propagande depuis Berlin réclamant la libération de l'Irlande du Nord du joug britannique. L'opération Arthur essuya cependant un échec quand le gouvernement irlandais a passé l'Emergency Powers Act, avec pour résultat l'arrestation de plus de 600 membres de l'IRA et de la capture du major Hermann Görtz (en), qui avait été précédemment parachuté en mai 1940 afin d'aider l'IRA pour l'opération Grün. Incapable d'organiser une campagne efficace de bombardement au sol, l'IRA se tourna vers la collecte de renseignements. Pendant 1941, des informations sur les activités des chantiers navals et les industries aéronautiques furent recueillies par des éléments de l'IRA et données à l'officier SS Henning Thompson, basé à Dublin, qui les transmettait ensuite à l'Abwehr. Pendant une campagne de bombardement de la Luftwaffe de quatre semaines qui commença en avril 1941, des cibles à Belfast et Derry furent frappés ayant eu pour résultats d'endommager les chantiers de constructions navales, les terrains d'aviation, et d'autres industries causant la mort de plus de 800 personnes.
Après le revers allemand à Stalingrad en janvier 1943, l'invasion de l'Irlande n'était plus d'actualité et Frank Ryan ne joua aucun autre rôle majeur dans le conflit et mourut à Dresde en 1944.